# Линник Зінаїда Петрівна
Зінаїда Петрівна Ли́нник (дошлюбне прізвище — Кононенко; нар. 4 жовтня 1911, Малі Будища — пом. 26 квітня 1990, Опішня) — українська майстриня керамічного розпису. Дочка художника-кераміста, іконописця, народного маляра Петра Кононенка, дружина гончаря Наума Линника.

## Біографія
Народилася 21 вересня [4 жовтня] 1911 року в селі Малих Будищах (нині Полтавський район Полтавської області, Україна). Упродовж 1927—1929 років навчалася в Опішнянській гончарній профтехшколі. Також приватно її навчали майстрині Наталія Оначко та Марія Кришталь. 1931 року закінчила керамічні курси у Миргороді, які очолював Станіслав Патковський.
Протягом 1929—1966 років (з перервою: 1933 року впродовж кількох місяців працювала в гончарній майстерні, заснованій при Миргородському керамічному технікумі імені Миколи Гоголя) працювала в артілі (згодом — заводі) «Художній керамік» у Опішні. Померла в Опішні 26 квітня 1990 року.

## Творчість
У 1930–1960-х роках, використовуючи зображення рослинних мотивів, птахів і свійських тварин, яскраво розмальовувала декоративний та ужитковий посуд (полумиски, тарелі, вази, куманці, глечики, барила, баклаги). Створювала поліхромні облицювальні плитки для будинків (зокрема гуртожиток у Полтаві на вулиці Пролетарській, № 52–54). Після виходу на пенсію у 1970–1980-х роках створювала квіткові композиції на папері.
Брала участь в обласних, республіканських, всесоюзних, міжнародних мистецьких виставках з 1949 року.
Окремі роботи зберігаються у Національному музеї-заповіднику українського гончарства в Опішні, Полтавському і Харківському художніх музеях, Національному музеї українського народного декоративного мистецтва у Києві, Національному музеї у Львові, Канівському музеї народного декоративного мистецтва.